# Списак добитника Нобелове награде за мир
Норвешки Нобелов комитет сваке године додељује Нобелову награду за мир „особи која је учинила највише или најбољи посао за братство међу народима, за укидање или смањење професионалних војски и за одржавање и унапређење мировних конгреса“. Као што је утврђено вољом Алфреда Нобела, награду администрира Норвешки Нобелов комитет, а додељује је комисија од пет људи коју бира Парламент Норвешке.
Сваки добитник добија медаљу, диплому и новчану награду (износ се мењао током година). Ово је једна од пет награда установљених тестаментом Алфреда Нобела из 1895. (који је умро 1896. године), а додељује се за изузетан допринос у хемији, физици, књижевности, физиологији или медицини.

## Добитници
Завршно са 2024. Нобелова награда за мир је додељена 111 поједијнаца и 28 организација. Деветнаест жена је освојило Нобелову награду за мир, што је више добитница  у поређењу са било којом другом Нобеловом награда. Само двоје добитника су освојила више Нобела за мир: Међународни комитет Црвеног крста освојио је награду три пута (1917, 1944. и 1963.), а Канцеларија Високог комесара Уједињених нација за избеглице два пута (1954. и 1981). Награда није додељена укупно 19 пута. 
| Година | Добитник | Добитник | Држава | Разлог |
| ------ | --- | --- | --- | --- |
| 1901.  | | Жан Анри Динан (1828–1910)                                                                                                | Швајцарска | „За његове хуманитарне напоре да помогне рањеним војницима и створи међународно разумевање.“ |
| 1901.  | | Фредерик Паси (1822–1912)                                                                                                 | Француска | „За његов доживотни рад на међународним мировним конференцијама, дипломатији и арбитражи.“ |
| 1902.  | | Ели Дикомен (1833–1906)                                                                                                   | Швајцарска | „За његово неуморно и вешто руковођење Бернским мировним бироом.“ |
| 1902.  | | Шарл Албер Гоба (1843–1914)                                                                                               | Швајцарска | „За његову изразито практично вођење Међупарламентарнем уније.“ |
| 1903.  | | Сер Вилијам Рандал Кример (1828–1908)                                                                                     | Уједињено Краљевство | „За његов дугогодишњи и предани напор у корист идеја мира и арбитраже.“ |
| 1904.  | | Институт за међународно право (основано 1873)                                                                             | Белгија | „За настојање у јавном праву да развија мирољубиве односе међу народима и да учини законе рата хуманијим.“ |
| 1905.  | | Берта Софија Фелиситас Баронин фон Сутнер (1843–1914)                                                                     | Аустроугарска | „За њену смелости да се супротстави ужасима рата.“ |
| 1906.  | | Теодор Рузвелт (1858–1919)                                                                                                | САД | „За његову улоге у окончању крвавог рата који је недавно вођен између две велике свetске силе, Јапана и Русије.“ |
| 1907.  | | Ернесто Теодоро Монета (1833–1918)                                                                                        | Италија | „За његов рада у новинарству и на миратворним састанцима, како јавним тако и приватним, за разумевање између Француске и Италије.“ |
| 1907.  | | Луј Рено (1843–1918) | Француска | „За његов одлучујућ утицај на ток и исход Хашке и Женевске конференције.“ |
| 1908.  | | Клас Понтус Арнолдсон (1844–1916)                                                                                         | Шведска | „За њихов дугогодиши рада на успостављању мир, као политичара, лидера миротворних друштава, говорника и аутора.“ |
| 1908.  | | Фредрик Бајер (1837–1922)                                                                                                 | Данска | „За њихов дугогодиши рада на успостављању мир, као политичара, лидера миротворних друштава, говорника и аутора.“ |
| 1909.  | | Огист Мари Франсоа Бернер (1829–1912)                                                                                     | Белгија | „За њихове истакнут рад у међународном покрету за мир и арбитражу.“ |
| 1909.  | | Пол Балије д'Етурнел де Констан, барон де Констан де Ребек (1852–1924)                                                    | Француска | „За њихове истакнут рад у међународном покрету за мир и арбитражу.“ |
| 1910.  | | Стална међународна мировна канцеларија, Берн. (основано 1891)                                                             | Швајцарска | „За посредничко деловање између миротворних друштава различитих земаља и због помоћи у организацији светских скупова међународног миротворног покрета.“ |
| 1911.  | | Тобијас Михаел Карел Асер (1838–1913)                                                                                     | Низоземска | „За његов рад као суоснивача Института за међународно право, иницијатора Конференција о међународном приватном праву (Конференције о међународном приватном праву) у Хагу и пионира у области међународних правних односа.“ |
| 1911.  | | Алфред Херман Фрид (1864–1921)                                                                                            | Аустроугарска | „За његов напор да открије и бори се против онога што он сматра главним узроком рата, анархијом у међународним односима.“ |
| 1912.  | | Елиху Рут (1845–1937) | САД | „За допринос бољем разумевању између земаља Северне и Јужне Америке и иницирања важних арбитражних споразума између САД и других земаља.“ |
| 1913.  | | Анри Лафонтен (1854–1943)                                                                                                 | Белгија | „За његов непоновљивог доприноса организацији мирољубивог међународизма.“ |
| 1914.  | Није додељена због Првог светског рата.                                                                                   | Није додељена због Првог светског рата.                                                                                   | Није додељена због Првог светског рата.                                                                                   | Није додељена због Првог светског рата. |
| 1915.  | Није додељена због Првог светског рата.                                                                                   | Није додељена због Првог светског рата.                                                                                   | Није додељена због Првог светског рата.                                                                                   | Није додељена због Првог светског рата. |
| 1916.  | Није додељена због Првог светског рата.                                                                                   | Није додељена због Првог светског рата.                                                                                   | Није додељена због Првог светског рата.                                                                                   | Није додељена због Првог светског рата. |
| 1917.  | | Међународни Црвени крст, Женева (основано 1863)                                                                           | Швајцарска | „За напор да се стара о рањеним војницима и ратним заробљеницима и њиховим породицама.“ |
| 1918.  | Није додељена због Првог светског рата.                                                                                   | Није додељена због Првог светског рата.                                                                                   | Није додељена због Првог светског рата.                                                                                   | Није додељена због Првог светског рата. |
| 1919.  | | Вудро Вилсон (1856–1924)                                                                                                  | САД | „За то што је основао Друштво народа.“ |
| 1920.  | | Леон Виктор Огист Буржоа (1851–1925)                                                                                      | Француска | „За његов дугогодишњи допринос у борби за мир и правду и његове истакнуте улоге у оснивању Друштва народа.“ |
| 1921.  | | Јалмар Брантинг (1860–1925)                                                                                               | Шведска | „За њихов целоживотни доприноси ствари мира и организованог међународног покрета.“ |
| 1921.  | | Кристијан Лоус Ланге (1869–1938)                                                                                          | Норвешка | „За њихов целоживотни доприноси ствари мира и организованог међународног покрета.“ |
| 1922.  | | Фритјоф Нансен (1861–1930)                                                                                                | Норвешка | „За његове водећи рад у репатријацији ратних заробљеника, у међународном хуманитарном раду и као Високи комесар Друштва народа за избеглице.“ |
| 1923.  | Награда није додељена. | Награда није додељена. | Награда није додељена. | Награда није додељена. |
| 1924.  | Награда није додељена. | Награда није додељена. | Награда није додељена. | Награда није додељена. |
| 1925.  | | Сер Остин Чејмберлен (1863–1937)                                                                                          | Уједињено Краљевство | „За његову кључну улоге у довођењу до Локарнског уговора.“ |
| 1925.  | | Чарлс Гејтс Доз (1865–1951)                                                                                               | САД | „За његову кључну улогу у довођењу до Даусовог плана.“ |
| 1926.  | | Аристид Бријан (1862–1932)                                                                                                | Француска | „За њихову кључну улогу у довођењу до Локарнског уговора.“ |
| 1926.  | | Густав Штреземан (1878–1929)                                                                                              | Немачка | „За њихову кључну улогу у довођењу до Локарнског уговора.“ |
| 1927.  | | Фердинанд Буисон (1841–1932)                                                                                              | Француска | „За њихов доприноа стварању јавног мњења у Француској и Немачкој које подржава мирну међународну сарадњу.“ |
| 1927.  | | Лудвиг Квиде (1858–1941)                                                                                                  | Немачка | „За њихов доприноа стварању јавног мњења у Француској и Немачкој које подржава мирну међународну сарадњу.“ |
| 1928.  | Награда није додељена. | Награда није додељена. | Награда није додељена. | Награда није додељена. |
| 1929.  | | Франк Б. Келог (1856–1937)                                                                                                | САД | „За његове водеће улоге у довођењу до Келог-Бријанд пакта.“ |
| 1930.  | | Надбискуп Ларс Улоф Натан Седерблом (1866–1931)                                                                           | Шведска | „За промовисања хришћанског јединства и помоћи у стварању новог става који је неопходан како би мир између народа постао стварност.“ |
| 1931.  | | Џејн Адамс (1860–1935) | САД | „За њихов упорни напор за идеал мира и да поново распале дух мира у свом народу и у читавом човечанству.“ |
| 1931.  | | Николас Мари Батлер (1862–1947)                                                                                           | САД | „За њихов упорни напор за идеал мира и да поново распале дух мира у свом народу и у читавом човечанству.“ |
| 1932.  | Награда није додељена. | Награда није додељена. | Награда није додељена. | Награда није додељена. |
| 1933.  | | Норман Ејнџел (1872–1967)                                                                                                 | Уједињено Краљевство | „За то што је својом пером открио илузију рата и представио убедљив позив за међународну сарадњу и мир.“ |
| 1934.  | | Артур Хендерсон (1863–1935)                                                                                               | Уједињено Краљевство | „За његову неуморну борбу и храбре напоре као председника Конференције за разоружање Друштва народа 1931-34.“ |
| 1935.  | | Карл фон Осјецки (1889–1938)                                                                                              | Немачка | „За горућу љубави према слободи мишљења и изражавања и његовог вредног доприноса ствари мира.“ |
| 1936.  | | Карлос Сааведра Ламас (1878–1959)                                                                                         | Аргентина | „За његовог рад, на позицији челника Аргентинског антиратног пакта 1933. године, који је такође радио на о посредњовању мира између Парагваја и Боливије 1935. године.“ |
| 1937.  | Датотека:Lord Robert Cecil.jpg                                                                                            | Роберт Сесил (1864–1958)                                                                                                  | Уједињено Краљевство | „За његов неуморан труд у подршци Друштву народа, разоружању и миру.“ |
| 1938.  | | Нансенов међународни уред за избеглице, Женева. (1930–1939)                                                               | Друштво народа | „За то што је наставио рад Фридтјофа Нансена у корист избеглица широм Европе.“ |
| 1939.  | Није додељена због Другог светског рата.                                                                                  | Није додељена због Другог светског рата.                                                                                  | Није додељена због Другог светског рата.                                                                                  | Није додељена због Другог светског рата. |
| 1940.  | Није додељена због Другог светског рата.                                                                                  | Није додељена због Другог светског рата.                                                                                  | Није додељена због Другог светског рата.                                                                                  | Није додељена због Другог светског рата. |
| 1941.  | Није додељена због Другог светског рата.                                                                                  | Није додељена због Другог светског рата.                                                                                  | Није додељена због Другог светског рата.                                                                                  | Није додељена због Другог светског рата. |
| 1942.  | Није додељена због Другог светског рата.                                                                                  | Није додељена због Другог светског рата.                                                                                  | Није додељена због Другог светског рата.                                                                                  | Није додељена због Другог светског рата. |
| 1943.  | Није додељена због Другог светског рата.                                                                                  | Није додељена због Другог светског рата.                                                                                  | Није додељена због Другог светског рата.                                                                                  | Није додељена због Другог светског рата. |
| 1944.  | | Међународни комитет Црвеног крста (додељена ретроактивно 1945). (основано 1863)                                           | Швајцарска | „За велико дело које је обавило током рата, у име човечанства.“ |
| 1945.  | | Кордел Хал (1871–1955) | САД | „За његовог неуморан рад на међународном разумевању и његове кључне улоге у оснивању Уједињених нација.“ |
| 1946.  | | Емили Грин Болч (1867–1961)                                                                                               | САД | „За њен целоживотни рад за упоствљање мира.“ |
| 1946.  | | Џон Мот (1865–1955) | САД | „За његов допринос стварању братства које промовише мир ван националних граница.“ |
| 1947.  | | Веће пријатељских услуга (УК) и Амерички комитет пријатељских услуга (САД) (почела са радом средином 17. века)            | САД & Уједињено Краљевство                                                                                                | „За њиховог пионирског рада у међународном миротворном покрету и саосећајног труда да ублаже људску патњу, чиме су промовисали братство између народа.“ |
| 1948.  | Није додељена јер није било одговарајућег живог кандидата. (Намењено као одавање почасти тада убијеном Гандију у Индији.) | Није додељена јер није било одговарајућег живог кандидата. (Намењено као одавање почасти тада убијеном Гандију у Индији.) | Није додељена јер није било одговарајућег живог кандидата. (Намењено као одавање почасти тада убијеном Гандију у Индији.) | Није додељена јер није било одговарајућег живог кандидата. (Намењено као одавање почасти тада убијеном Гандију у Индији.) |
| 1949.  | | Џон Бојд Ор (1880–1971)                                                                                                   | Уједињено Краљевство | „За његовог целоживотни труд у борби против глади и оскудице, чиме је помогао да се уклони један од главних узрока војног конфликта и рата.“ |
| 1950.  | | Ралф Банч (1904–1971) | САД | „За његовог посреднички рад у Палестини 1948-1949. године.“ |
| 1951.  | | Леон Жуо (1879–1954) | Француска | „За то што је свој живот посветио борби против рата путем промоције социјалне правде и братства међу људима и народима.“ |
| 1952.  | | Алберт Швајцер (1875–1965)                                                                                                | Француска | „За његов алтруизма, поштовања живота и неуморног хуманитарног рада који је помогао да се идеја братства међу људима и народима одржи и оживи.“ |
| 1953.  | | Џорџ Катлет Маршал Млађи (1880–1959)                                                                                      | САД | „За предлога и надгледања плана за економски опоравак Европе.“ |
| 1954.  | | Канцеларија Високог комесаријата Уједињених нација за избеглице. (основано 1950.)                                         | Уједињене нације | „За напор да излечи проблеме проузроковане ратом пружањем помоћи и заштите избеглицама широм света.“ |
| 1955.  | Није додељена. | Није додељена. | Није додељена. | Није додељена. |
| 1956.  | Није додељена. | Није додељена. | Није додељена. | Није додељена. |
| 1957.  | Lester B. Pearson holding a pencil                                                                                        | Лестер Боулс Пирсон (1897–1972)                                                                                           | Canada | „За његов кључни допринос распоређивању Ванредних снага Уједињених нација након Суецке кризе.“ |
| 1958.  | | Жорж Пир (1910–1969) | Белгија | „За његов напор да помогне избеглицама да напусте своје логоре и врате се животу у слободи и достојанству.“ |
| 1959.  | | Филип Ноел-Бејкер (1889–1982)                                                                                             | Уједињено Краљевство | „За његов дугогодишњи допринос процесу разоружања и успостављања мира.“ |
| 1960.  | | Алберт Лутули (1898–1967)                                                                                                 | Јужноафричка Република | „За његову ненасилну борбе против апартхејда.“ |
| 1961.  | | Даг Хамаршелд (1905–1961)                                                                                                 | Шведска | „За развој УН у ефикасну и конструктивну међународну организацију, способну да оживи принципе и циљеве изражене у Повељи УН.“ |
| 1962.  | | Лајнус Карл Полинг (1901–1994)                                                                                            | САД | „За његову борбе против нуклеарне трке у наоружању између Истока и Запада.“ |
| 1963.  | | Међународни комитет Црвеног крста, Женева. (основано 1863)                                                                | Швајцарска | „За промовисање принципа Женевске конвенције и сарадње са УН.“ |
| 1963.  | Лига друштава Црвеног крста, Женева. (основано 1919)                                                                      | | Швајцарска | „За промовисање принципа Женевске конвенције и сарадње са УН.“ |
| 1964.  | | Мартин Лутер Кинг (1929–1968)                                                                                             | САД | „За његову ненасилну борбу за грађанска права афроамеричког становништва.“ |
| 1965.  | | Уницеф (основано 1946) | Уједињене нације | „За напор да унапреди солидарност између народа и смањи разлике између богатих и сиромашних држава.“ |
| 1966.  | Награда није додељена. | Награда није додељена. | Награда није додељена. | Награда није додељена. |
| 1967.  | Награда није додељена. | Награда није додељена. | Награда није додељена. | Награда није додељена. |
| 1968.  | | Рене Касен (1887–1976) | Француска | „За његову борбу да обезбеди људска права како је то утврђено у Декларацији УН о људским правима.“ |
| 1969.  | | Међународна организација рада (основано 1919)                                                                             | Уједињене нације | „За стварање међународног законодавства које осигурава одређене норме за радне услове у свакој земљи.“ |
| 1970.  | | Норман Борлог (1914–2009)                                                                                                 | САД | „За то што је створио добро утемељену наду – зелену револуцију.“ |
| 1971.  | | Вили Брант (1913–1992) | Западна Немачка | „За отварање пута за значајан дијалог између Истока и Запада.“ |
| 1972.  | Награда није додељена. | Награда није додељена. | Награда није додељена. | Награда није додељена. |
| 1973.  | | Хенри Кисинџер (1923–2023)                                                                                                | САД | „За заједичко договорања примирја у Вијетнаму 1973. године.“ |
| 1973.  | | Ле Дук То (1911–1990) | Северни Вијетнам | „За заједичко договорања примирја у Вијетнаму 1973. године.“ |
| 1974.  | | Шон Макбрајд (1904–1988)                                                                                                  | Ирска | „За његове напора да обезбеди и развије људска права широм света.“ |
| 1974.  | | Еисаку Сато (1901–1975)                                                                                                   | Јапан | „За његово доприноса стабилизацији услова у области Пацифичког појаса и за потписивање Споразума о неширењу нуклеарног наоружања.“ |
| 1975.  | | Андреј Дмитријевич Сахаров (1921–1989)                                                                                    | СССР | „За његову борбе за људска права у СССР-у, за разоружање и сарадњу између свих нација.“ |
| 1976.  | | Бети Вилијамс (1943–2020)                                                                                                 | Уједињено Краљевство | „За храбре напоре у оснивању покрета за окончање насилног конфликта у Северној Ирској.“ |
| 1976.  | Марејд Кориган (р. 1944)                                                                                                  | | Уједињено Краљевство | „За храбре напоре у оснивању покрета за окончање насилног конфликта у Северној Ирској.“ |
| 1977.  | | Амнести интернашонал, Лондон (основано 1961)                                                                              | Уједињено Краљевство | „За поштовања људских права широм света.“ |
| 1978.  | | Мохамед Анвар Ел-Садат (1918–1981)                                                                                        | Египат | „За заједничкке преговарања о миру између Египта и Израела 1978. године.“ |
| 1978.  | | Менахем Бегин (1913–1992)                                                                                                 | Израел | „За заједничкке преговарања о миру између Египта и Израела 1978. године.“ |
| 1979.  | | Мајка Тереза (1910–1997)                                                                                                  | Индија (Рођена у Османском царству)                                                                                       | „За ње рада на пружању помоћи човечанству које пати.“ |
| 1980.  | | Адолфо Перез Ескивел (р. 1931)                                                                                            | Аргентина | „За то што је била извор инспирације за потлачене народе, посебно у Латинској Америци.“ |
| 1981.  | | Канцеларија Високог комесаријата за избеглице Уједињених нација (основано 1950)                                           | Уједињене нације | „За промовисање основних права избеглица.“ |
| 1982.  | | Алва Мирдал (1902–1986)                                                                                                   | Шведска | „За њиховог рад на разоружању и зонама без нуклеарног и оружја.“" |
| 1982.  | | Алфонсо Гарсија Роблес (1911–1991)                                                                                        | Мексико | „За њиховог рад на разоружању и зонама без нуклеарног и оружја.“" |
| 1983.  | | Лех Валенса (р. 1943) | Пољска | „За ненасилну борбу за слободне синдикате и људска права у Пољској.“ |
| 1984.  | | Бискуп Дезмонд Мпило Туту ( (1931–2021)                                                                                   | Јужноафричка Република | „За његову улоге као обједињујуће лидерске фигуре у ненасилној кампањи за решавање проблема апартхејда у Јужноафричкој Републици.“ |
| 1985.  | | Међународна група физичара за превенцију нуклеарног рата, Бостон. (основаноо 1980)                                        | САД | „За ширење стручних информација и стварање свести о катастрафалним последицама нуклеарног рата.“ |
| 1986.  | | Ели Визел (1928–2016) | САД (рођена у Румунији)                                                                                                   | „За то што је гласник људском роду: његова порука је о миру, покајању и достојанству.“ |
| 1987.  | | Оскар Аријас Санчез ( (р. 1940)                                                                                           | Костарика | „За његов рад на одрживом миру у Централној Америци .“ |
| 1988.  | | Мировне снаге Уједињених нација, Њујорк. (основаноо 1945)                                                                 | Уједињене нације | „За спречавање оружаних сукоба и стварање услова за преговоре.“ |
| 1989.  | | Тензин Гјатсо, четрнаести Далај Лама. (р. 1935)                                                                           | Индија (Рођен у Тибету)                                                                                                   | „За заговорање мировних решења заснованих на толеранцији и међусобном поштовање у циљу очувања историјског и културног наслеђа његовог народа.“ |
| 1990.  | | Михаил Горбачов (1931–2022)                                                                                               | СССР | „За одлучујућу улогу коју је одиграо у радикалним променама у односима Истока и Запада.“ |
| 1991.  | | Аунг Сан Су Ћи (р. 1945)                                                                                                  | Мјанмар | „За ненасилну борбу за демократију и људска права.” |
| 1992.  | | Ригоберта Менчу Тум (р. 1959)                                                                                             | Гватемала | „За њену борбу за друштвену правду и и етнокултуролошко помирење засновано на поштовању права домородачког становништва.” |
| 1993.  | | Нелсон Мандела (1918–2013)                                                                                                | Јужноафричка Република | „За рад у окончању режима апартхејда и формирања нове демократске Јужноафричке Републике.” |
| 1993.  | | Фредерик Вилем де Клерк (1936–2021)                                                                                       | Јужноафричка Република | „За рад у окончању режима апартхејда и формирања нове демократске Јужноафричке Републике.” |
| 1994.  | | Јасер Арафат (1929–2004)                                                                                                  | Палестина | „За напоре у стварању мира на Блиском истоку.” |
| 1994.  | | Јицак Рабин (1922–1995)                                                                                                   | Израел | „За напоре у стварању мира на Блиском истоку.” |
| 1994.  | | Шимон Перес (1923–2016)                                                                                                   | Израел | „За напоре у стварању мира на Блиском истоку.” |
| 1995.  | | Џозеф Ротблат (1908–2005)                                                                                                 | Пољска | „За напоре да смање улогу нуклеарног наоружања у међународној политици и, на дужи рок, да уклоне такво наоружање.“ |
| 1995.  | | Пагваш конференција о науци и светским питањима                                                                           | Канада | „За напоре да смање улогу нуклеарног наоружања у међународној политици и, на дужи рок, да уклоне такво наоружање.“ |
| 1996.  | | Карлос Филипе Хименес Бело (р. 1948)                                                                                      | Источни Тимор | „За рад на мирном и правичном решењу проблема Источног Тимора.” |
| 1996.  | | Жозе Рамос Орта (р. 1949)                                                                                                 | Источни Тимор | „За рад на мирном и правичном решењу проблема Источног Тимора.” |
| 1997.  | | Међународни покрет за забрану мина (основаноо 1992)                                                                       | Швајцарска | „За рад на забрани и уклањању противпешадијских мина.” |
| 1997.  | | Џоди Вилијамс (р. 1950)                                                                                                   | САД | „За рад на забрани и уклањању противпешадијских мина.” |
| 1998.  | | Џон Хјум (1937–2020) | Ирска | „За њихове напоре да пронађу мирно решење сукоба у Северној Ирској.” |
| 1998.  | | Дејвид Тримбл (1944–2022)                                                                                                 | Уједињено Краљевство | „За њихове напоре да пронађу мирно решење сукоба у Северној Ирској.” |
| 1999.  | | Међународна хуманитарна организација „Лекари без граница”, Брисел                                                         | Швајцарска | „За признање пионирског хуманитарног рада организације, на неколико континената." |
| 2000.  | | Ким Дае-Јунг (1924–2009)                                                                                                  | Јужна Кореја | „За његов рад на демократији и људским правима у Јужној Кореји и Источној Азији, а посебно за рад на миру и помирењу са Северном Корејом." |
| 2001.  | | Уједињене нације | Уједињене нације | „За њихов рад на боље организованом и мирнијем свету." |
| 2001.  | | Кофи Анан (1938–2018) | Гана | „За њихов рад на боље организованом и мирнијем свету." |
| 2002.  | | Џими Картер (1924–2024)                                                                                                   | САД | „За деценије неуморног труда у проналажењу мирних решења за међународне сукоба, унапређењу демократије и људских права, као и подстицању економског и друштвеног развоја." |
| 2003.  | | Ширин Ебади (р. 1947) | Иран | „За њен труд у борби за демократију и људска права, посебно за труд који је уложила у борбу за права жена и деце.” |
| 2004.  | | Вангари Матаи (1940–2011)                                                                                                 | Кенија | „За њен допринос у стварању одрживог развоја и допринос демократији и миру." |
| 2005.  | | Међународна агенција за атомску енергију (основаноо 1957)                                                                 | Уједињене нације | „За њихове напоре да спрече употребу нуклеарне енергије у војне сврхе и да обезбеде највиши ниво безбедности у њеној употреби у цивилне сврхе." |
| 2005.  | | Мухамед Ел Барадеј (р. 1942)                                                                                              | Египат | „За њихове напоре да спрече употребу нуклеарне енергије у војне сврхе и да обезбеде највиши ниво безбедности у њеној употреби у цивилне сврхе." |
| 2006.  | | Мухамед Јонус (р. 1940)                                                                                                   | Бангладеш | „За унапређивање економских и социјалних могућности сиромашних, посебно жена, кроз пионирски пројекат давања микрокредита." |
| 2006.  | | Банка Грамен (основано 1983)                                                                                              | Бангладеш | „За унапређивање економских и социјалних могућности сиромашних, посебно жена, кроз пионирски пројекат давања микрокредита." |
| 2007.  | | Међувладин панел о климатским променама (основаноо 1988)                                                                  | Уједињене нације | „За напоре које су уложили ради ширења сазнања о климатским променама које изазива човек и за полагање темеља мера које су неопходне да би се климатске промене зауставиле." |
| 2007.  | | Ал Гор (р. 1948) | САД | „За напоре које су уложили ради ширења сазнања о климатским променама које изазива човек и за полагање темеља мера које су неопходне да би се климатске промене зауставиле." |
| 2008.  | | Марти Ахтисари (1937–2023)                                                                                                | Финска | „За вишедеценијско ангажовање и посредовање у успостављању мира и решавању конфликата на више континената." |
| 2009.  | | Барак Обама (р. 1961) | САД | „За изузетне напоре да ојача међународну дипломатију и сарадњу међу народима као и због рада на стварању света без нуклеарног наоружања." |
| 2010.  | | Љу Сјаобо (1955–2017) | Кина | „За његову дугу и ненасилну борбу за основна људска права у Кини." |
| 2011.  | | Елен Џонсон Серлиф (р. 1938)                                                                                              | Либерија | „За њихову ненасилну борбе за сигурност жена и женска права за пуно учешће у изградњи мира." |
| 2011.  | Лејма Гбови (р. 1972) | | Либерија | „За њихову ненасилну борбе за сигурност жена и женска права за пуно учешће у изградњи мира." |
| 2011.  | | Тавакул Карман (р. 1979)                                                                                                  | Јемен | „За њихову ненасилну борбе за сигурност жена и женска права за пуно учешће у изградњи мира." |
| 2012.  | | Европска унија (основаноо 1958)                                                                                           | ЕУ | „За заслуге у унапређењу мира, помирења и заштити демократије и људских права у протеклих шездесет година." |
| 2013.  | | Организација за забрану хемијског наоружања (OPCW) (основано 1997)                                                        | Низоземска | „За велике напоре са циљем да се искорени хемијско оружје." |
| 2014.  | | Кајлаш Сатијарти (р. 1954)                                                                                                | Индија | „За борбу против дискриминације деце и младих људи и за право све деце на образовање." |
| 2014.  | | Малала Јусуфзаи (р. 1997)                                                                                                 | Пакистан | „За борбу против дискриминације деце и младих људи и за право све деце на образовање." |
| 2015.  | | Туниски квартет за национални дијалог (2013–2014)                                                                         | Тунис | „За одлучујући допринос изградњи плуралистичке демократије у Тунису у освит Револуције јасмина 2011. године." |
| 2016.  | | Хуан Мануел Сантос (р. 1951)                                                                                              | Колумбија | „За одлучне напоре да се више од 50 година вођен грађански рат у земљи оконча, рат који је коштао живота најмање 220.000 Колумбијаца и раселио близу шест милиона људи." |
| 2017.  | | Међународна кампања за укидање нуклеарног оружја (ICAN) (основанооа 2007)                                                 | Швајцарска | „За рад на привлачењу пажње на катастрофалне хуманитарне последице било какве употребе нуклеарног оружја и за иновативне напоре да се на основу уговора постигне забрана таквих оружја." |
| 2018.  | | Денис Маквеге (р. 1955)                                                                                                   | Конго | „За њихове напоре у циљу престанка употребе сексуалног насиља као вида ратовања у оружаним сукобима." |
| 2018.  | | Надија Мурад (р. 1993) | Ирак | „За њихове напоре у циљу престанка употребе сексуалног насиља као вида ратовања у оружаним сукобима." |
| 2019.  | | Абиј Ахмед Али (р. 1976)                                                                                                  | Етиопија | „За његов напор за постизање мира и интернационалне сарадње, те прецизније за његову одлучну иницијативу за решавање граничног сукоба са суседном Еритрејом." |
| 2020.  | | Светски програм за храну (основано 1961)                                                                                  | Уједињене нације | „За напоре у борби против глади, за допринос побољшању услова за мир у подручјима погођеним сукобима и за деловање као покретачка снага у напорима да се спречи употреба глади као оружја за рат и сукоб”." |
| 2021.  | | Марија Реса (р. 1963) | Филипини | „Зза напоре да заштите слободу изражавања, што је предуслов за демократију и трајни мир." |
| 2021.  | | Дмитриј Муратов (р. 1961)                                                                                                 | Русија | „Зза напоре да заштите слободу изражавања, што је предуслов за демократију и трајни мир." |
| 2022.  | | Алес Бјаљацки (р. 1962)                                                                                                   | Белорусија | "Лауреати Нобелове награде за мир представљају грађанско друштво у својим земљама. Годинама су се залагали за право на критику власти и заштиту основних права грађана. Учинили су изузетан напор у документовању ратних злочина, кршења људских права и злоупотребе моћи. Заједно показују значај грађанског друштва за мир и демократију." |
| 2022.  | | Меморијал (основано 1989)                                                                                                 | Русија | "Лауреати Нобелове награде за мир представљају грађанско друштво у својим земљама. Годинама су се залагали за право на критику власти и заштиту основних права грађана. Учинили су изузетан напор у документовању ратних злочина, кршења људских права и злоупотребе моћи. Заједно показују значај грађанског друштва за мир и демократију." |
| 2022.  | | Центар за грађанске слободе (основаноо 2007)                                                                              | Украјина | "Лауреати Нобелове награде за мир представљају грађанско друштво у својим земљама. Годинама су се залагали за право на критику власти и заштиту основних права грађана. Учинили су изузетан напор у документовању ратних злочина, кршења људских права и злоупотребе моћи. Заједно показују значај грађанског друштва за мир и демократију." |
| 2023.  | | Наргес Мохамади (р. 1972)                                                                                                 | Иран | „За њену борбу против угњетавања жена у Ирану и борбу за унапређење људских права и слободу за све." |
| 2024.  | 75px | Јапанска конфедерацију удружења жртава атомских и хидрогенских бомби — Nihon Hidankyo (основаноо 1956)                    | Јапан | „За напоре да се дође до света без нуклеарног оружја и за исказима сведока доказану поруку да нуклеарно оружје никада више не сме бити употребљено." |

## Преглед
Награда за мир се додељује сваке године у Ослу, у присуству краља Норвешке, 10. децембра, на годишњицу Нобелове смрти, и једина је Нобелова награда која није додељена у Стокхолму. За разлику од других награда, награда за мир се повремено додељује организацији (као што је Међународни комитет Црвеног крста, троструки прималац), а не појединцу.

Нобелова награда за мир први пут је додељена 1901. Фредерику Пасију и Анрију Динану, који су поделили награду од 150.782 шведске круне (што је једнако 7.731.004 круна према курсу из 2008).
- Лајнус Полинг, добитник Нобелове награде за мир 1962. године, једина је особа којој су додељене две Нобелове награде; добио је Нобелову награду за хемију 1954.[6]
- Са 17 година, Малала Јусафзаи, добитница награде за 2014. годину, најмлађа особа је којој је додељена Награда за мир.[6]
- Прва жена која је добила Нобелову награду за мир била је Берта фон Сутнер 1905. године. Од укупно 111 појединачних добитника Нобелове награде за мир, 19 су биле жене.[6]
- Највише Нобелових награда за мир добио је Међународни комитет Црвеног крста, који је три пута награђиван за хуманитарни рад.[6]
- Пет добитника Нобелове награде за мир било је ухапшено у време доделе: Карл фон Осички (1935), Аунг Сан Су Ћи (1991), Љу Сјаобо (2010), Алеш Бјаљацкки (2022) и Наргес Мохамади (2023).[6]

| Категорија               | Укупно |
| ------------------------ | ------ |
| Мушкарци                 | 93     |
| Жене                     | 19     |
| Међународне организације | 27     |
| Награда није додељена    | 19     |

## Добитници по земљи
| Земља                             | Добитници |
| --------------------------------- | --------- |
| САД                               | 23        |
| Уједињено Краљевство              | 12        |
| Швајцарска                        | 11        |
| Уједињене нације / Друштво народа | 10        |
| Француска                         | 9         |
| Шведска                           | 5         |
| Белгија                           | 4         |
| Немачка Западна / Немачка         | 4         |
| Јужноафричка република            | 4         |
| Русија / СССР                     | 4         |
| Израел                            | 3         |
| Индија                            | 3         |
| Аусторугарска                     | 2         |
| Норвешка                          | 2         |
| Низоземска                        | 2         |
| Аргентина                         | 2         |
| Канада                            | 2         |
| Ирска                             | 2         |
| Египат                            | 2         |
| Пољска                            | 2         |
| Источни Тимор                     | 2         |
| Иран                              | 2         |
| Бангладеш                         | 2         |
| Либерија                          | 2         |
| Јапан                             | 2         |
| Италија                           | 1         |
| Данска                            | 1         |
| Северни Вијетнам                  | 1         |
| Палестина                         | 1         |
| Мексико                           | 1         |
| Коста Рика                        | 1         |
| Мјанмар                           | 1         |
| Гватемала                         | 1         |
| Јужна Кореја                      | 1         |
| Гана                              | 1         |
| Кенија                            | 1         |
| Финска                            | 1         |
| Кина                              | 1         |
| Јемен                             | 1         |
| ЕУ                                | 1         |
| Пакистан                          | 1         |
| Тунис                             | 1         |
| Колумбија                         | 1         |
| Конго                             | 1         |
| Ирак                              | 1         |
| Етиопија                          | 1         |
| Филипини                          | 1         |
| Белорусија                        | 1         |
| Украјина                          | 1         |
| Румунија                          | 1         |
| Османско Царство                  | 1         |
| Тибет                             | 1         |